# Иорданские чеченцы
Иорданские чеченцы — этническая группа в Иордании чеченского происхождения.

## История
После Кавказской войны в 1865 году около 5000 семей чеченцев переселились в Османскую империю. Это переселение получило название мухаджирство. Так появились чеченские диаспоры в Турции, Сирии и Иордании.
В марте 1903 года османские власти направили в Трансиорданию первые 700 чеченских семей. Переселенцы выбирали для проживания по возможности безлюдные районы, пригодные для сельского хозяйства, вблизи от водных источников. Так ими был основан город Эз-Зарка.
Заселяя эти районы, османы преследовали цель обезопасить строящуюся в этом регионе Хиджазскую железную дорогу. Переселенцы должны были стать преградой на пути набегов бедуинов. Большая часть проживавших в Эз-Зарке чеченцев работала на строящейся железной дороге.
Из Зарки часть чеченцев последовательно отселилась: в 1905—1907 годах — в Сувейлех (пригород Аммана); в 1912 году — в посёлок Эс-Сухна в 10 км от Зарки; а затем — в посёлок Азрак. В этих районах чеченцам власть выделила 11 тысяч дёнюмов земли.
Чеченские переселенцы строили свои первые дома из самана, как и на исторической родине. Дома имели плоскую крышу, покрытую тростником, и обмазывались глиной. Такие дома не требовали больших затрат при строительстве, хорошо сохраняли тепло в холодное время и защищали от зноя в жаркое. Дома тесно примыкали друг к другу. Улицы были узкими. Первое поселение в Зарке насчитывало четыре сотни строений, в каждом из которых жила одна семья. По мере роста благосостояния улучшались дороги, водо- и электроснабжение. Для строительства начали использовать камень и бетон.

## Современное состояние
В Иордании проживает более 16 тысяч чеченцев (по другим данным — 30 тысяч), составляющих 33 родовые группы и представленные главным образом выходцами с территорий ныне относящихся к Ножай-Юртовскому району Чечни и Хасавюртовскому району Дагестана. Они компактно живут общинами в Аммане, Эс-Сухне, Сувейлехе, Эз-Зарке. Лидером чеченской общины долгое время был видный религиозный и политический деятель, член парламента Иордании, министр по парламентским вопросам Абдул-Баки Джамо.
Иорданским чеченцам удалось сохранить родной язык и обычаи. Среди них не приветствуются браки с представителями других народов. Самой крупной чеченской организацией в Иордании является Чеченское благотворительное общество, основанное в 1958 году. Штаб-квартира общества расположена в городе Эз-Зарка. Общество имеет отделения в местах компактного проживания чеченцев.
В 1932 году чеченцы создали в Эз-Зарке действующий до сих пор культурно-спортивный клуб «Кавказ». Председателем клуба по состоянию на 2019 год являлся Аднан Раис. Общество издаёт собственный журнал. Члены общества внесли большой вклад в развитие в Иордании таких видов спорта как футбол, настольный теннис, гандбол, плавание.
В 1955 году представителями диаспоры был создан цирк, в котором выступали чеченские акробаты, гимнасты и канатоходцы. Цирк гастролировал во многих городах Иордании. Артисты были отмечены высокими правительственными наградами.
В 1958 году в Зарке было создано «Чеченское благотворительное общество». Общество располагает собственным зданием и имеет три филиала. Основным направлением деятельности общества является помощь малоимущим.
В 1981 году было создано работающее до сих пор «Женское чеченское благотворительное общество» со штаб-квартирой в Аммане. Общество имеет филиал в Эз-Зарке. Общество является одним из наиболее активных в чеченской общине. Им регулярно проводятся благотворительные и культурные мероприятия.
В 1982 году в Сухне было основано «Женское общество социального развития». Обществом проводится благотворительная работа. Им был создан детский сад имени принцессы Сальмы Абдаллы.
В 1989 году ими было создано «Общество друзей Чеченской Республики» (ныне «Общество друзей Чеченской Республики и Республики Ингушетия»). Штаб-квартира общества располагается в Сувейлехе (район Аммана). Общество имеет собственное здание, организует выпускные вечера для школьников, собирает пожертвования для семей, переселившихся из Чечни и Ингушетии. В Эз-Зарке диаспорой издаётся журнал «Кавказский клуб».
В 2006 году по рекомендации властей при Правительстве Иордании был аккредитован Совет чеченских тайпов во главе с Абдаллой Саидом Хаддадом. Совет получил официальное право представлять интересы членов чеченской общины.
В Парламенте Иордании чеченцы имеют два кресла. Согласно неписаному правилу, в Иордании в состав правительства и в члены Сената включаются представители кавказских народов, проживающих в Иордании. Обычно в правительстве работает один министр — потомок выходцев с Кавказа.

### Чеченцы в военной сфере Иордании
Для осуществления эффективного контроля территории британскими офицерами были сформированы первые военные части из числа местного населения. В 1923 году на базе этих отрядов был сформирован Арабский легион, в состав которого вошли чеченцы и черкесы. Постепенно для последних военная служба стала наследственной профессией. Так возникли кланы, занявшие прочные позиции в вооружённых силах страны. Также чеченцев охотно принимают на службу в полицию и органы госбезопасности.
При низкой численности чеченцев по отношению к остальному населению Иордании, их доля среди иорданского генералитета и высшего офицерства весьма высока. Наиболее заметные военные деятели, являющиеся представителями диаспоры:
- Ахмед Арслан Алауддин (1942—2014) — военачальник, дивизионный генерал бронетанковых войск, участник арабо-израильских войн 1967 и 1973 годов, дважды Герой Иордании;
- Ахмад Рамзи ибн Абдин (1893—1969) — первый чеченец, ставший генералом иорданской армии, Герой Иордании;
- Мухаммед Башир — бригадный генерал, заместитель начальника Генерального штаба;
- Самих Бено — генерал-лейтенант госбезопасности.

## В культуре
Певец и композитор Али Димаев написал песню «Иордания», посвящённую чеченской диаспоре в этой стране.